# Wereldkampioenschappen roeien junioren 2021
De wereldkampioenschappen roeien junioren 2021 werden van woensdag 11 augustus tot en met zondag 15 augustus gehouden op het Roeikanaal Plovdiv in het Bulgaarse Plovdiv. Er werden medailles verdeeld op veertien onderdelen, zeven bij de jongens en zeven bij de meisjes. 

## Medaillewinnaars

### Jongens
| Bootklasse       | Goud | Goud     | Zilver | Zilver   | Brons | Brons    |
| Skiff JM1x       | Litouwen Povilas Juškevičius | 07:02,00 | België Aaron Andries | 07:02,60 | Verenigde Staten Isaiah Harrison | 07:03,67 |
| Twee zonder JM2- | Roemenië Andrei-Petrisor Axintoi Iliuta-Leontin Nutescu                                                                                    | 06:41,99 | Duitsland Paul Martin Kieran Holthues | 06:43,65 | Canada Alexander Gonin Matteo Banducci | 06:45,22 |
| Dubbel twee JM2x | Duitsland Finn Stäblein Adrian Groth | 06:28,32 | Frankrijk Samuel Arque Martin Bauer | 06:34,20 | Polen Mikołaj Kulka Daniel Galeza | 06:35,13 |
| Vier zonder JM4- | Spanje Jorge Knabe Pablo Moreno Juan Palomino Eric Pastor                                                                                  | 06:03,66 | Italië Pietro Gilli Antonio Distefano Victor Kushnir Francesco Bardelli                                                                          | 06:06,56 | Duitsland Johann Svoboda Lukas Wojciechowski Kort Fricke Mika Richter                                                                                         | 06:09,86 |
| Vier met JM4+    | Italië Emilio Pappalettera Simone Pappalepore Luca Vicino Marco Vicino Andrea Pagliaro (s)                                                 | 06:18,23 | Turkije Enver Erman Serkan Erkal Kaan Aydın Ali Ardıl İlgün Ege Büyükçetin (s)                                                                   | 06:21,53 | Frankrijk Balthazar Chove Pierre-Esteban Soubeste Ethan Chouraqui Awen Thomas Lucie Mercier (s)                                                               | 06:24,31 |
| Dubbel vier JM4x | Duitsland Timo Strache Adrian-Nick Bastian Sydney Garbers Maximilian Pfautsch                                                              | 05:52,22 | Italië Francesco Pallozzi Marco Gandola Nicolò Bizzozero Andrea Licatalosi                                                                       | 05:54,59 | Tsjechië Jiří Ingr Jan Čížek Jan Koška Adam Šnajdr | 05:56,10 |
| Acht JM8+        | Verenigde Staten Stephen Warming Aidan Murphy Julian Thomas Miles Hudgins John Patton Jordan Dykema Ryan Link Tyler Horler Adam Casler (s) | 05:47,70 | Duitsland Fritz Rautenberg Dominic Ruehling Elias Wittenburg Hannes Post Mark Kohlbach Moritz Grauert Enno Mönch Henning Käufer Lina Mistera (s) | 05:50,03 | Rusland Ivan Pozdniakov Alexander Nikolaev Dmitrii Gunkin Daniil Smirnov Ignat Trembach Mikhail Deriugin Lev Dobriantsev Kirill Solomonov Ivan Chebotarev (s) | 05:52,17 |

### Meisjes
| Bootklasse       | Goud | Goud     | Zilver | Zilver   | Brons | Brons    |
| Skiff JW1x       | Zwitserland Aurelia-Maxima Janzen | 07:55,02 | Italië Giulia Clerici | 07:57,37 | Griekenland Evangelia Fragkou | 07:57,53 |
| Twee zonder JW2- | Frankrijk Zélie Jacoulet Fleur Vaucoret | 07:29,90 | Chili Magdalena Jesus Nannig Rojas Antonia Leonor Liewald Heise                                                                                             | 07:30,39 | Duitsland Lena Gresens Anni Kötitz | 07:32,17 |
| Dubbel twee JW2x | Nederland Lotta van Westreenen Phaedra van der Molen | 07:13,80 | Frankrijk Gaia Chiavini Jeanne Roche | 07:14,06 | Ierland Holly Davis Rachel Bradley | 07:15,62 |
| Vier zonder JW4- | Roemenië Daria-Ioana Dinulescu Maria Guzran Elena-Maria Robitu Ancuta-Adelina Ungurean                                                                     | 06:51,15 | Frankrijk Céline Gorguet Lea Herscovici Jeanne Sellier Agathe Oudet                                                                                         | 06:52,26 | Italië Giorgia Sciattella Emma Cuzzocrea Irene Cravero Elisa Grisoni | 06:52,39 |
| Vier met JW4+    | Verenigde Staten Quincy Stone Imogen Cabot Jane Cox Julia Veith Victoria Grieder (s)                                                                       | 07:05,90 | Italië Vittoria Calabrese Alice Codato Anna Benazzo Chiara Benvenuti Serena Mossi (s)                                                                       | 07:11,41 | Duitsland Anna Hördemann Paula Becher Emma Arp Nora Radke Anna Lena Brökel (s) | 07:15,19 |
| Dubbel vier JW4x | Zwitserland Thalia Ahumada Ireland Nicole Schmid Lina Kühn Olivia Roth                                                                                     | 06:34,81 | Italië Susanna Pedrola Giulia Bosio Alice Gnatta Francesca Rubeo                                                                                            | 06:36,19 | Duitsland Rebecca Falkenberg Lina Goetze Johanna Debus Marlene Schollmeyer | 06:38,65 |
| Acht JW8+        | Verenigde Staten Elsa Hartman Catherine van Stone Paloma Sequeira Sophie Klessel Mia Levy Julietta Camahort Sofia Simone Nora Goodwillie Lauren Peters (s) | 06:34,51 | Duitsland Andra Aumann Johanna Sziedat Celina Grunwald Anna Schepinski Marie-Luise Kohlbach Frederike Förster Eva Weitzel Emilia Fritz Magdalena Hallay (s) | 06:38,20 | Roemenië Elena Silvia Mocanu Elena-Andreea Cerbu Ana-Maria Loghin Florentina-Georgiana Neculaeasa Valentina Amalia Azoitei Alexandra-Georgiana Ruscuta Petruta-Ionela Popa Mariana-Laura Dumitru Victoria-Stefania Petreanu (s) | 06:39,89 |

## Medailleklassement
| Plaats | Land                | Goud | Zilver | Brons | Totaal |
| 1      | Verenigde Staten    | 3    | 0      | 1     | 4      |
| 2      | Duitsland           | 2    | 3      | 4     | 9      |
| 3      | Roemenië            | 2    | 0      | 1     | 3      |
| 4      | Zwitserland         | 2    | 0      | 0     | 2      |
| 5      | Italië              | 1    | 5      | 1     | 7      |
| 6      | Frankrijk           | 1    | 3      | 0     | 4      |
| 7      | Litouwen            | 1    | 0      | 0     | 1      |
| 7      | Nederland           | 1    | 0      | 0     | 1      |
| 7      | Spanje              | 1    | 0      | 0     | 1      |
| 10     | België              | 0    | 1      | 0     | 1      |
| 10     | Chili               | 0    | 1      | 0     | 1      |
| 10     | Turkije             | 0    | 1      | 0     | 1      |
| 13     | Canada              | 0    | 0      | 1     | 1      |
| 13     | Tsjechië            | 0    | 0      | 1     | 1      |
| 13     | Verenigd Koninkrijk | 0    | 0      | 1     | 1      |
| 13     | Griekenland         | 0    | 0      | 1     | 1      |
| 13     | Ierland             | 0    | 0      | 1     | 1      |
| 13     | Polen               | 0    | 0      | 1     | 1      |
| 13     | Rusland             | 0    | 0      | 1     | 1      |
| Totaal | Totaal              | 14   | 14     | 14    | 42     |